# Vivek Prasad
Vivek Sagar Prasad est un joueur de hockey sur gazon indien né le 25 février 2000 à Itarsi dans le Madhya Pradesh,.
En janvier 2018, il est devenu le deuxième plus jeune joueur à avoir fait ses débuts pour l'Inde à 17 ans, 10 mois et 22 jours. Lors des Hockey Stars Awards 2019, Prasad a été nommé FIH Rising Star of the Year. Lors de la remise des prix du Meilleur joueur de hockey sur gazon de l'année 2020-2021, il a été nommé meilleur jeune joueur de l'année.

## Carrière internationale
Prasad a marqué le but égalisateur pour l'Inde à la 42e minute lors de la finale du Champions Trophy 2018 contre l'Australie, un match que l'Inde a ensuite perdre aux tirs au but. Lors des Finales des Hockey Series 2018-2019 à Bhubaneswar, Prasad a été nommé meilleur jeune joueur du tournoi. En décembre 2019, il a été nommé pour le Prix du meilleur jeune joueur de l'année. Il a remporté le prix en obtenant 34,5% des voix et il est devenu le premier joueur indien à remporter un prix FIH. Il faisait partie de l'équipe indienne qui a remporté la médaille de bronze aux Jeux olympiques de 2020.